# Qinhuangdao
Pronunciação

Qinhuangdao ou Chinwangtao (秦皇岛) é uma cidade da província de Hebei, na China. Localiza-se no nordeste da província, num braço do mar Amarelo. Tem cerca de 675 mil habitantes. A Muralha da China termina à leste da cidade.